# Conrad III de Bourgogne

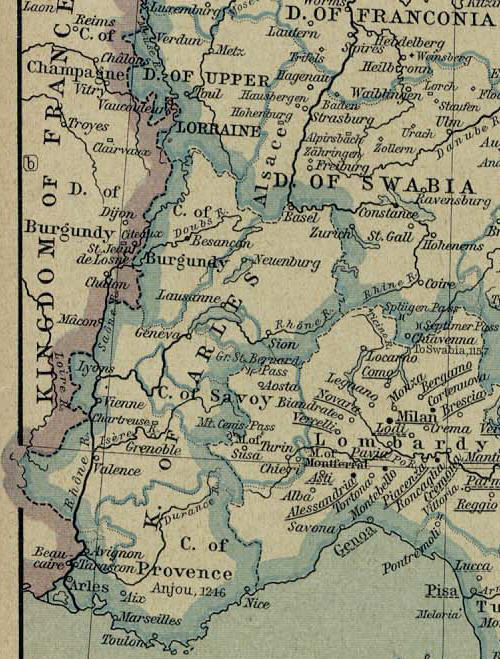
Royaume d'Arles.

Pour les articles homonymes, voir Conrad Ier.
Conrad III de Bourgogne ou de Provence ou Conrad Ier d'Arles, dit Conrad le Pacifique (né aux environs de 925 et mort le 19 octobre 993) est roi d'Arles ou des Deux Bourgognes de 937 à sa mort. D'ascendance welf (guelfe), il est le fils de Rodolphe II de Bourgogne. Son fils, Rodolphe III de Bourgogne, lui succède.

## Biographie
La date de naissance de Conrad n'est pas précisément connue. Le site de généalogie Foundation for Medieval Genealogy (FMG) donne pour période 922-925. Il est le fils du roi de Haute-Bourgogne (912-937), Rodolphe II et de son épouse Berthe de Souabe.
À la mort de son père en 937, Conrad Ier est trop jeune pour régner. Hugues d'Arles tente de s'emparer alors de son royaume en forçant sa mère Berthe de Souabe à l'épouser. Mais ce projet d'alliance est mis en échec par l'intervention du roi de Germanie Otton Ier du Saint-Empire qui ne peut accepter l'unification des deux royaumes. En 938, Otton Ier se rend en Bourgogne et oblige Hugues d'Arles à retourner dans son royaume d'Italie. Otton Ier a des ambitions sur la Bourgogne, il veut un appui solide dans cette région. Pour preuve, en 937, il a fondé l'abbaye Saint-Maurice de Magdebourg afin de prier pour Rodolphe II qui vient de mourir.
Otton installe alors le jeune Conrad à la cour de Germanie. Il le fait couronner roi de Bourgogne et lui fait épouser Mathilde de France, fille de sa sœur Gerberge de Saxe, épouse de Louis IV d'Outremer. Otton, lui, épouse Adélaïde, la sœur de Conrad, laquelle lui apporte des droits sur l'Italie puisqu'elle elle est veuve de Lothaire, le fils d'Hugues d'Arles, roi d'Italie. Conrad Ier participe à des expéditions d'Otton en Francie occidentale et en Italie. Otton protège Conrad afin d'avoir un appui dans le sud de l'empire et sécuriser l'Italie. En échange, il le protège des ambitions du roi Louis IV d'Outremer, son beau-père, sur le royaume de Bourgogne.
Conrad devient roi de Provence sans pour autant avoir la force de s'y imposer. Sa suprématie sur Hugues d'Arles est toutefois reconnue. Conrad assure son influence sur les sièges épiscopaux, notamment ceux des archevêchés de Vienne, Lyon et d'Arles. Conrad installe sa capitale à Vienne, il est le roi d'un seul royaume de Bourgogne (Bourgogne transjurane, cisjurane et Provence).
Vers la fin de son règne, il butera sur l'hostilité de Guillaume Ier de Provence devenu marquis de Provence en 979, et du comte Otte-Guillaume de Bourgogne lesquels se détacheront  progressivement de sa suzeraineté.

## Mariages et descendance
D'une première épouse nommée Adèle il eut : 
- ? Conrad (-mort le 10 août 966)[4] ;
- Gisèle (955/60-21 juillet 1007) qui épouse Henri le Querelleur, duc de Bavière.

Il épouse en secondes noces Mathilde, fille du roi de France Louis IV d'Outremer dont il eut :
- Berthe de Bourgogne (964 - 1010), épouse en premières noces le comte Eudes Ier de Blois, puis en deuxièmes noces le roi de France Robert II le Pieux ;
- Gerberge (965-1018) qui épouse vers 986 Hermann II, duc de Souabe ;
- Mathilde de Bourgogne (975-?)[5] dont la fille Berthe aurait donné naissance à la lignée des comtes de Genève[6], Mathilde de Bourgogne étant donnée pour être la grand-mère de Gérold/Géraud de Genève[7] ;
- Rodolphe III († 1032), roi de Bourgogne.

Avec une certaine maîtresse nommée Aldiud, il eut :
- Burchard II « le Vénérable » ou « le Grand » qui fut archevêque de Lyon (978-1033)[8].